# Tadeusz Słupczyński
Tadeusz Słupczyński (ur. 21 maja 1894 w Lisku, zm. ?) – kapitan administracji Wojska Polskiego.

## Życiorys
Urodził się 21 maja 1894 w Lisku, ówczesnym mieście powiatowym Królestwa Galicji i Lodomerii, w rodzinie Henryka. W czasie I wojny światowej walczył w Legionach Polskich. Został uznany za zaginionego na froncie.
1 czerwca 1921 jego oddziałem macierzystym była Kompania Zapasowa Sanitarna Nr 6. 3 maja 1922 został zweryfikowany w stopniu porucznika ze starszeństwem z 1 czerwca 1919 i 6. lokatą w korpusie oficerów sanitarnych, dział san.-adm., a jego oddziałem macierzystym była nadal Kompania Zapasowa Sanitarna Nr 6. W latach 1923–1924 był przydzielony z 10 Batalionu Sanitarnego w Przemyślu do Centralnej Szkoły Podoficerów Zawodowych Sanitarnych w Przemyślu. 3 maja 1926 roku został mianowany kapitanem ze starszeństwem z 1 lipca 1925 roku i 1. lokatą w korpusie oficerów sanitarnych, dział san.-adm. Później został przeniesiony do kadry oficerów służby zdrowia z równoczesnym przydziałem do Szpitala Wojskowego w Grudziądzu. W listopadzie 1928 został zwolniony z zajmowanego stanowiska z równoczesnym przydziałem do Powiatowej Komendy Uzupełnień Grudziądz w celu odbycia sześciomiesięcznej praktyki poborowej. W lipcu 1929 został przeniesiony do PKU Bydgoszcz Powiat na stanowisko referenta, a w czerwcu 1930 przeniesiony do PKU Pińsk na stanowisko kierownika I referatu z równoczesnym przeniesieniem z działu sanitarnego do działu kancelaryjnego w korpusie oficerów administracji. We wrześniu tego roku został zwolniony z zajmowanego stanowiska i oddany do dyspozycji dowódcy Okręgu Korpusu Nr IX. Z dniem 31 maja 1931 został przeniesiony w stan spoczynku. W 1934, jako oficer stanu spoczynku pozostawał w ewidencji PKU Gniezno. Mieszkał w Ostrowie Wielkopolskim przy ul. Włocławskiej 28 m. 2.

## Ordery i odznaczenia
- Krzyż Niepodległości – 9 listopada 1931 „za pracę w dziele odzyskania niepodległości”[15][14]